# Apsara
Pour les articles homonymes, voir Apsara (homonymie).
 (décembre 2017).
Si vous disposez d'ouvrages ou d'articles de référence ou si vous connaissez des sites web de qualité traitant du thème abordé ici, merci de compléter l'article en donnant les références utiles à sa vérifiabilité et en les liant à la section « Notes et références ».

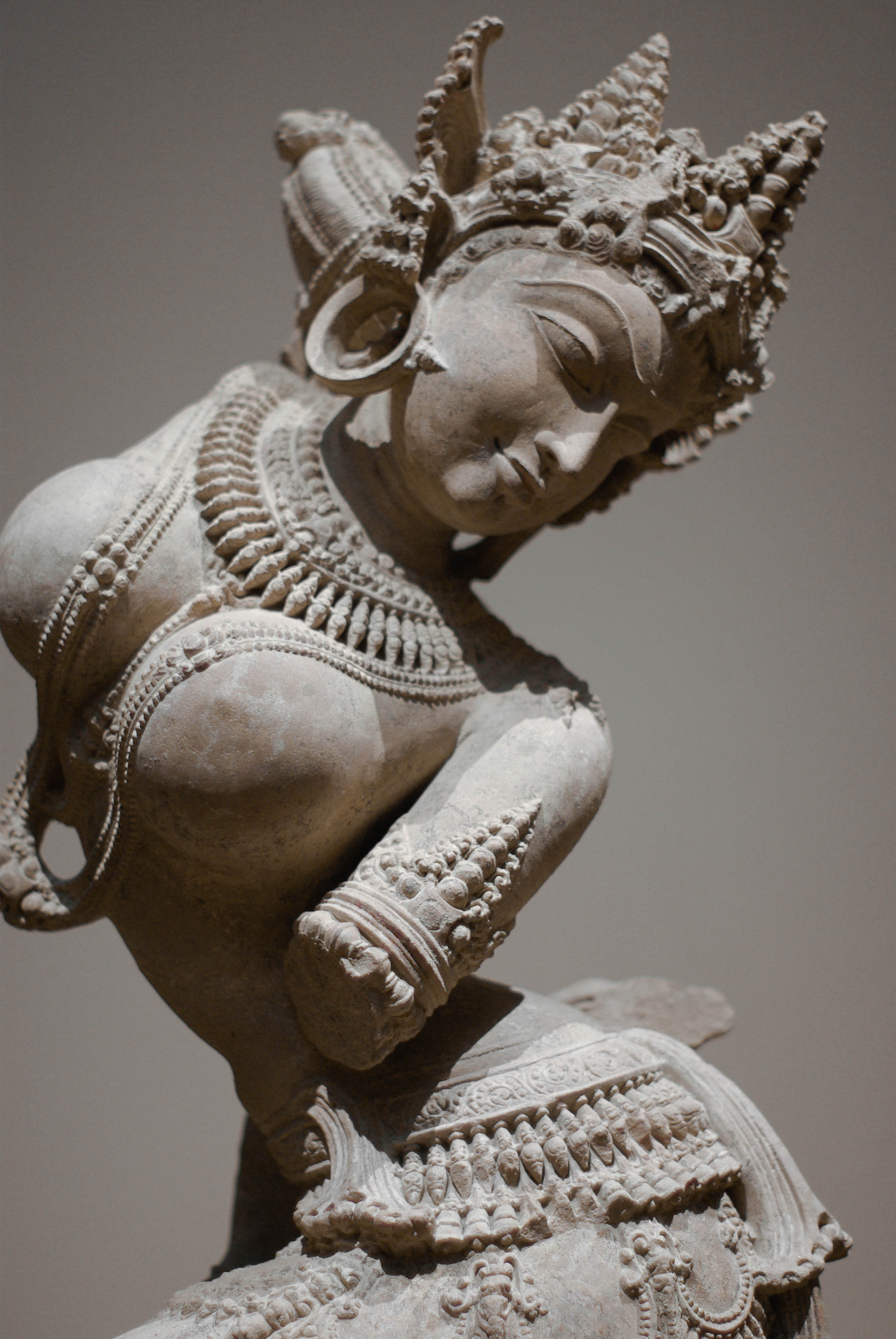
Une apsara du début du XIIe siècle, provenant d'Uttar Pradesh (Inde). Metropolitan Museum of Art, New York.

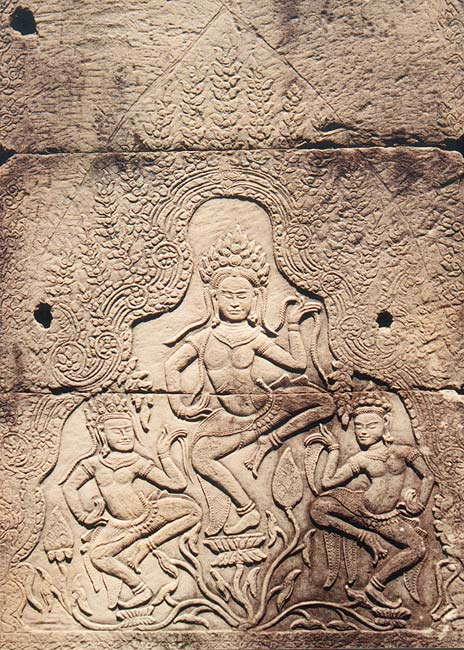
Apsaras, bas-relief du Bayon, Angkor.

Dans le Sanātana Dharma (सनातन धर्म), c'est-à-dire l'hindouisme, une apsara (अप्सरस्) est une nymphe céleste d'une grande beauté, née selon les légendes ou de la fantaisie du dieu Brahma ou du Rishi Daksha ou de Kashyapa. Les apsaras sont apparues dans la littérature védique plus précisément le Rig-Véda, mais aussi le Mahabharata.
On dit des apsaras qu'elles sont capables de changer leur forme à volonté, et de régner sur les fortunes du jeu et des paris. Urvashi, Menaka, Rambha, Tilottama et Anjanâ sont les plus célèbres d'entre elles. Les apsaras sont parfois comparées aux muses de la Grèce antique, chacune des vingt-six apsaras de la cour d'Indra représentant un aspect distinct des arts de la scène. Elles sont associées à des rites de fertilité.
Il existe deux types d'apsaras : la laukika (terrestre), dont trente-quatre sont spécifiées, et la daivika (céleste), dont on en connait dix. En bouddhisme, ce sont surtout des esprits des nuages et des eaux.
Les divinités représentées en bas-relief sur les murs des temples khmers par le nom d'apsara sont plutôt des devata, divinités secondaires sous forme de danseuses[réf. nécessaire].

## Origine

### Étymologie
Les apsaras sont, en sanskrit, « celles qui glissent sur l’eau ». Elles naissent du « barattage de la mer de lait ». Shiva aurait été séduit par elles (Śhiva-Purāna) est est resté en union avec elles faisant naître des milliers d'enfants. Elles sont représentées à Angkor Vat, le plus grand temple d’Angkor au Cambodge.
Les devata (dieux en sanskrit) qui étaient alors mortels, épuisés par leur lutte pour la maîtrise du monde, ont décidé d'unir leurs forces à celles des asuras (êtres divins et puissants principalement connus pour faire le mal) afin d'extraire la liqueur d’immortalité, appelée l’amrita. Après de nombreux efforts, le barattage produisit des objets et des êtres merveilleux dont les apsaras. Il faut savoir que les devas et les asuras étaient opposés les uns aux autres.
Les apsaras sont ainsi associées aux rivières et à la mer. C’est la raison pour laquelle, on leur adjoint des oiseaux comme le cygne.
Les apsaras sont également les filles de Sattva et les épouses des gandharvas. Ces derniers sont des hommes-chevaux qui peuvent être chanteurs ou musiciens. Les apsaras sont représentées en tant que danseuses et sont célèbres pour leur beauté ; elles pourraient être considérées comme l'équivalent des néréides de la mythologie grecque.

### Légende
Selon la légende, les apsaras émergent des eaux pour séduire les hommes ; ceux qui les repoussent deviennent fous, tandis que ceux qui les acceptent comme maîtresse ou épouse gagnent l’immortalité.

## Apsaras dans l’empire khmer
Les apsaras s’inscrivent dans l’art khmer, en Asie du Sud-Est et principalement au Cambodge. L’art khmer puise ses origines dans l’art indien et évoluera en art du Bayon. Il se définit autour du nom Angkor, la capitale de l’empire.
Les fondements de cette architecture sont, non pas de bâtir des édifices utilitaires dans le but d’accueillir de nombreux fidèles, mais bien de matérialiser la maison des dieux à leur image. Les Khmers construisent des temples d’une ampleur souvent colossale dont l'architecture se présente cependant en simples sanctuaires carrés, ouverts du côté est.
Les apsaras introduisent une nouvelle souplesse dans l’architecture khmère.

## Différentes apsaras

### Rambha
Rambha est la reine des apsaras. Elle était souvent appelée par le roi des dieux, Indra, pour briser la tapasyâ (« souffrance spirituelle ») des sages afin que l'ordre des trois mondes reste intact. Rambha demeure inégalée dans l'art de la musique, de la danse et de l'amour.

### Urvashi
Urvashi est la plus belle et la plus connue des apsaras. Les légendes concernant sa naissance sont nombreuses, celle qui suit est la plus répandue. Le roi des dieux, Indra, ne voulait pas que les sages Narayana et Nara acquièrent des pouvoirs divins grâce à la méditation ; ainsi, il envoya deux apsaras pour les distraire. Un des sages a frappé sur sa cuisse et créa alors une femme si belle que les apsaras d'Indra furent laissées sans égal. Cette créature se nomme Urvashi, du sanskrit, « Uru » signifiant en effet « cuisse ». La méditation du sage fut alors à son apogée et Urvashi occupa la place d'honneur dans la cour d'Indra.
Urvashi est aussi le nom d'une femme qui conquiert le cœur. Selon le poète Ramdhari, Urvashi peut également signifier une dame qui invoque le désir absolu chez les hommes.
Elle devint l'épouse d'un roi humain, Pururavas. Ils se sont unis avec pour seule condition qu'il ne découvre pas sa nudité.
Le Rig Veda, le plus ancien texte hindou, fait allusion à cette histoire.

### Tilottama
Selon l'étymologie sanskrite, Tilottama signifie l'être dont la plus petite particule est la plus belle ou l'être qui possède les plus belles et les plus prestigieuses qualités. Elle est réputée avoir été créée par Vishvakarma, le dieu présidant les divinités de tous les artisans et architectes.
Tilottama était chargée de la destruction mutuelle de deux Asuras, Sunda et Upasunda, deux frères qui voulaient dominer le monde. Elle réussit à sauver le monde de ce conflit grâce à sa beauté. Ils se sont battus pour elle, jusqu'à ce qu'ils s'entretuent. L'ordre est ainsi revenu.

### Menaka
Dans la mythologie hindoue, Menaka est l'une des plus belles apsaras, après Urvashi. Elle fut envoyée par Indra, dieu des Deva, dont le but était de briser la méditation de Vishvamitra, sage de l'antiquité en Inde. C'est lorsqu'il la vit nue, nageant dans un lac près d'une cascade, qu'elle réussit à susciter la luxure et la passion chez Vishvamitra et par conséquent le détourner de sa méditation. Ils ont ensuite connu l'amour pour de longues années ; Menaka est alors tombée sincèrement amoureuse de lui.
Cependant, Vishvamitra réalise qu'il a été dupé par Menaka, furieux, il la maudit et lui impose de se séparer de lui pour toujours bien qu'elle eût perdu toute intention détournée depuis longtemps.

### Anjanâ
Anjanâ est une apsara de la mythologie hindoue et la mère de Hanumân.

## Symbolique
Les apsaras ont connu différents rôles à travers le temps.
Elles symbolisent dans tous les cas l’excès et sont représentées comme des tentatrices, quel que soit l’objet de leurs interventions.
Elles représentaient une famille mortelle jouissant d’une liberté sexuelle assez grande. Elles ont par après joué le rôle de séductrices envoyées par Indra dans le but de distraire les saints personnages de leur méditation.
Les apsaras deviennent guerrières en assistant les combattants de leurs choix dans les conflits et en recueillant les guerriers morts héroïquement.
Grâce à leur beauté, elles peuvent parfois aider les dieux à éloigner des êtres puissants.

## Le culte et la représentation
Dans certaines régions[évasif], les apsaras sont vénérées dans le cadre du culte de la déesse-mère, en association avec les hiérodules, qui sont les prostituées du temple. En effet, les arts de la danse et de la musique étaient fortement présents dans les inscriptions khmères. Il est souvent fait mention de danseurs ou de danseuses, de musiciens ou de musiciennes dans la liste des offrandes faites à un sanctuaire.
Dans certains temples cambodgiens[évasif], toucher les seins d’une apsara peut porter bonheur.
Les représentations d’apsaras sont situées sur les bas-reliefs des temples. Dans certains cas, elles s’inscrivent dans un contexte iconographique précis, comme la danse de Shiva et dans d’autres cas, elles symbolisent une offrande de spectacle éternel aux dieux. Il faut toutefois savoir que le mot apsara n’est pas toujours bien utilisé. On a pris l’habitude d’associer cette dénomination à tous les gracieux personnages féminins des grands temples angkoriens.
Au niveau de leurs tenues, les apsaras sont très richement vêtues. Elles portent en effet de somptueux costumes et sont parées de bijoux aussi délicats que luxueux. Elles sont caractérisées par leurs courbes sensuelles et se présentent souvent les seins nus.

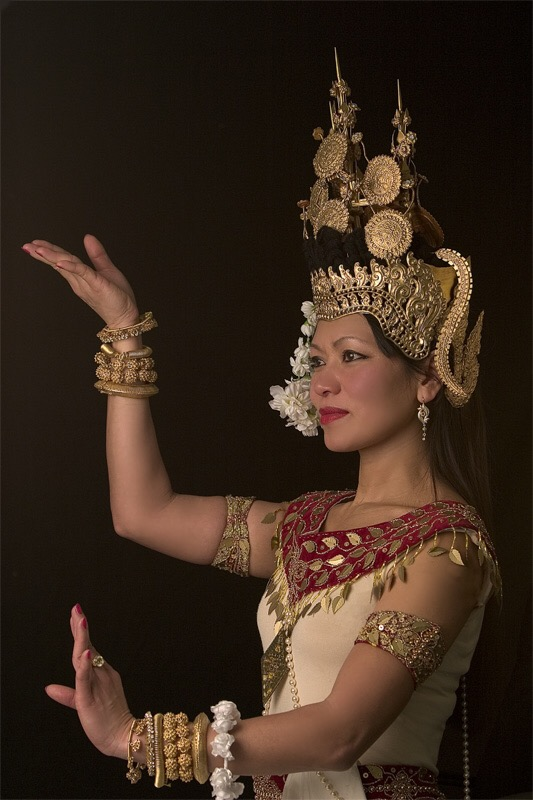
Danseuse cambodgienne incarnant une apsara.

## Apsaras de nos jours
Apsara, la déesse dansante, et les sculptures des autres divinités dansantes d’Angkor sont les modèles des danseuses apsaras d’aujourd’hui qui apprennent cette discipline. Ces danseuses centralisent leurs chorégraphies sur les mouvements des mains et des pieds, tout en ayant le dos cambré.
Cependant, la danse traditionnelle khmère a pour but de danser mais aussi de faire passer un message ou une histoire qui peut être trouvée à plusieurs endroits sur les murs des temples d'Angkor.
Il y a quatre types de danses traditionnelles khmères ; le théâtre de l’ombre, le Lakhon Khol, la danse folk et la danse classique qui inclut la danse des apsaras. C’est une danse unique khmère dont les thèmes et les histoires s’inspirent du Reamker (en), la version cambodgienne du Ramayana et de l’Âge d’Angkor. La complexité de cette danse reflète aussi la vie religieuse à la cour des rois khmers, où les danses apsaras ont leur place depuis 1 500 ans.